# Phelliactis siberutiensis
Phelliactis siberutiensis är en havsanemonart som beskrevs av Oscar Henrik Carlgren 1928. Phelliactis siberutiensis ingår i släktet Phelliactis och familjen Hormathiidae. Inga underarter finns listade i Catalogue of Life.